# Johann Matthias Menninger
Johann Matthias Menninger (* um 1733 in Komorn?; † 15. Januar 1793 in Wien) war ein österreichischer Schauspieler.

## Leben
Über Kindheit und Jugend Menningers ist nichts bekannt, ebenso wenig seine Ausbildung.
Im niederösterreichischen Baden bei Wien wurde Menninger um 1761 von Johann Schulz für dessen Truppe (Churbayrische Comödianten) engagiert. 1766 starb nach kurzer Krankheit sein Dienstherr und Menninger heiratete nur kurze Zeit später dessen Witwe. Er übernahm auch die Leitung der Truppe, in der jetzt auch Karl von Marinelli und Johann Joseph La Roche spielten.
Für den Sommer handelte Menninger feste Engagements am badener Theater aus, für den Winter waren Tourneen durch größere Städte wie Brünn, Pressburg oder Graz vorgesehen.
1769 trat Menninger mit seiner Truppe zum ersten Mal im Leopoldstädter Theater auf.
Er ruht auf dem Sankt Marxer Friedhof in Wien.